# Église Saint-Christophe de Saint-Christophe-en-Bresse
L'église Saint-Christophe de Saint-Christophe-en-Bresse est une église située sur le territoire de la commune de Saint-Christophe-en-Bresse dans le département français de Saône-et-Loire et la région Bourgogne-Franche-Comté.

## Historique
Sous la forme d'une chapelle, elle a appartenu aux moines bénédictins de Saint-Marcel-lès-Chalon.
Cette église de style roman semble remonter au XIe siècle. 
Elle est devenue église paroissiale à la fermeture de l’église de Servigny.

## Protection
Elle fait l'objet d'une inscription au titre des monuments historiques depuis le 16 août 1971.

## Description
Il s'agit de l'une des rares églises romanes de la Bresse bourguignonne. 
Elle se compose d'une nef de trois travées flanquée de collatéraux. Par suite de menaces d'effondrement, la croisée du transept est supportée par quatre piliers d'angle en pierre de Préty. 
Son clocher abrite deux cloches, qui ont été fondues en 1964, l'une pesant 530 kg et l'autre 325 kg.

## Culte
Édifice consacré du diocèse d'Autun relevant de la paroisse Saint-Jean-XXIII (siège à Saint-Germain-du-Plain) – qui en est affectataire au titre de la loi de 1905 –, l'église de Saint-Christophe-en-Bresse est, plusieurs siècles après sa construction, un lieu de culte catholique.